# Sara Blakely

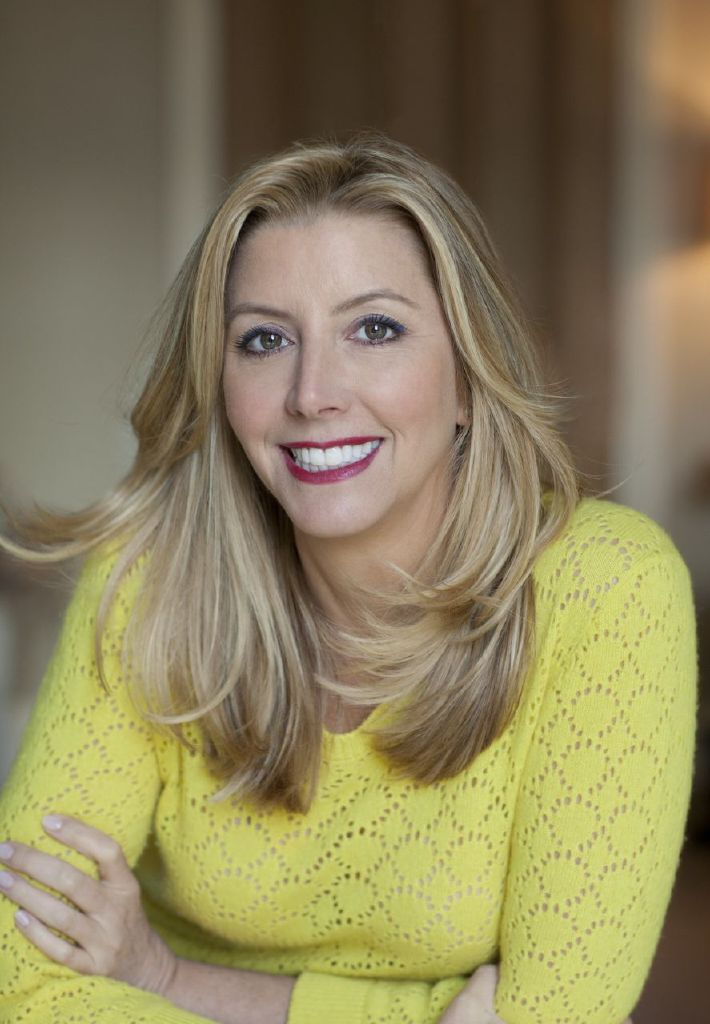
Sara Blakely, CEO Spanx Inc.

Sara Blakely (* 27. Februar 1971 in Clearwater, Florida) ist eine US-amerikanische Unternehmerin, Gründerin und CEO von Spanx Inc.

## Leben
Blakely ist die Tochter einer Artistin und eines Anwaltes. Geboren und aufgewachsen in Clearwater, Florida, absolvierte sie die Clearwater High School. Danach immatrikulierte sie sich an der Florida State University (FSU) und erwarb einen akademischen Abschluss in Kommunikation. Sie wurde Mitglied der Studentenverbindung Delta Delta Delta. Ein nicht bestandener „Law School Admission Test“ veranlasste sie, eine vorübergehende dreimonatige Arbeit beim Walt Disney World Resort in Orlando als Nummerngirl einzugehen. Im Anschluss war sie im Vertrieb der Firma Danka tätig, wo sie Faxgeräte im Direktmarketing an der Haustür verkaufte. Ihre Verkaufstätigkeit war so erfolgreich, dass sie im Alter von 25 Jahren nationaler Verkaufstrainer wurde.
Während dieser Zeit kam sie auf die Idee, angepasst auf das feuchtheiße Klima von Florida, ihre eigene patentierte Strumpfhosenkollektion zu entwickeln. Diese Kollektion wurde unter anderem in den Geschäften der Nobelkaufhauskette Neiman Marcus verkauft. Auch sandte sie eine Auswahl ihrer Produkte an Oprah Winfreys TV-Programm. 2001 unterschrieb sie einen Vertrag mit QVC. In der folgenden Sendung gelang es ihr, in sechs Minuten 8.000 ihrer Strumpfhosen aus der Kollektion zu verkaufen.
Im Jahr 2014 erreichte sie in der Rangliste des Forbes Magazines der bedeutendsten Frauen der Welt den 93. Platz.
Blakely ist Mutter von vier Kindern und mit dem Rapper Jesse Itzler verheiratet. Bei der Hochzeit waren auch der Schauspieler Matt Damon und die Sängerin Olivia Newton-John unter den Gästen.
Nachdem das US-Finanzhaus Blackstone im Oktober 2021 eine Mehrheitsbeteiligung an der Firma erwarb, schenkte sie den etwa 750 Mitarbeitern der Firma je zwei Erste-Klasse-Flugtickets zu einem frei wählbaren Ziel und 10000 US-Dollar in bar. Das Vermögen von Sara Blakely wird von Forbes auf 1,3 Mrd. US-Dollar geschätzt.